# Albert William Watson

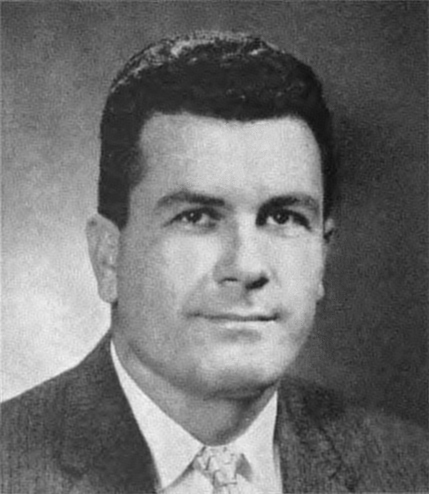
Albert Watson (1965)

Albert William Watson (* 30. August 1922 in Sumter, South Carolina; † 25. September 1994 in Columbia, South Carolina) war ein US-amerikanischer Politiker. Zwischen 1963 und 1971 vertrat er den Bundesstaat South Carolina im US-Repräsentantenhaus.

## Werdegang
Albert Watson besuchte die öffentlichen Schulen in Columbia und das North Greenville Junior College. Zwischen 1942 und 1946 diente er während des Zweiten Weltkrieges im Fliegerkorps der US Army. Nach dem Krieg studierte er an der University of South Carolina Jura. Danach begann er in seinem neuen Beruf zu arbeiten.
Politisch wurde Watson Mitglied der Demokratischen Partei. In den Jahren 1955 bis 1958 sowie nochmals von 1961 bis 1962 saß er als Abgeordneter im Repräsentantenhaus von South Carolina. Watson war ein Anhänger der Rassentrennung und ein Freund von Strom Thurmond. 1962 wurde er im zweiten Wahlbezirk von South Carolina in das US-Repräsentantenhaus in Washington, D.C. gewählt, wo er am 3. Januar 1963 die Nachfolge von Corinne Boyd Riley antrat. Zwei Jahre später wurde er bestätigt. Da Watson bei den Präsidentschaftswahlen 1964 den konservativen Republikaner Barry Goldwater unterstützte, fiel er bei seiner Partei in Ungnade. Daher legte er am 1. Februar 1965 sein Mandat nach nur einem Monat in seiner zweiten Legislaturperiode im Kongress nieder. Er wurde Mitglied der Republikaner, die ihn sofort für die Nachwahlen für den durch seinen Rücktritt freigewordenen Sitz nominierten. Nach seinem Wahlsieg wurde er der erste Republikaner seit 1896, der den Staat South Carolina im Kongress vertrat. Am 15. Juni 1965 nahm Watson seinen im Februar aufgegebenen Sitz wieder ein. Nach zwei Wiederwahlen konnte er bis zum 3. Januar 1971 im Repräsentantenhaus verbleiben.
Im Jahr 1970 verzichtete er auf eine erneute Kandidatur. Stattdessen kandidierte er erfolglos für das Amt des Gouverneurs von South Carolina. Seine Niederlage war auch teilweise ein Resultat seiner rassistischen Haltung, die selbst im konservativen South Carolina als zu radikal galt. Später wurde Watson Richter bei der Sozialversicherungsbehörde. Er starb am 25. September 1994 in Columbia.